# سیارک ۱۱۶۲۵
سیارک ۱۱۶۲۵ (به انگلیسی: 11625 Francelinda، نامگذاری:1996UL1) یازده هزار و ششصد و بیست و پنجمین سیارک کشف شده‌است که در ۲۰ اکتبر ۱۹۹۶ کشف شد.
قدر مطلق سیارک برابر ۱۳٫۷۰ است.